# Île Spratley
L'île Spratley (en anglais Spratly Island, en vietnamien Đảo Trường Sa ou Đảo Trường Sa Lớn, en tagalog Pulo ng Lagos, en mandarin Nánwēi Dǎo (en sinogrammes 南威島/南威岛)), également connue sous le nom d'île de la Tempête (en anglais Storm Island), est la quatrième plus grande des îles Spratleys naturelles en mer de Chine méridionale avec une superficie de 15 hectares,. et la plus grande des îles Spratleys administrées par le Viêt Nam,.

## Toponymie
L'île Spratly doit son nom international au capitaine de navire britannique Richard Spratly, qui l'a aperçue fin mars 1843.
L'île a été baptisée île de la Tempête par la France en 1930, avant d'être renommée Nishitori jima par le Japon durant la Seconde Guerre mondiale. Elle est par la suite renommée Nánwēi Dǎo par la Chine en 1946, avant d'être occupée par la république du Viêt Nam en 1974 puis la république socialiste du Viêt Nam en 1975 sous le nom de Đảo Trường Sa.

## Géographie
L'île Spratley se trouve à l'ouest du sud-ouest de Dangerous Ground, dans la moitié ouest des îles Spratleys. Elle est voisine du récif Ladd à environ 13 milles marins à l'ouest, des récifs London à l'est et d'autres récifs. L'île est situé à 236 milles marins à l'est du Viêt Nam continental, plus de 270 milles marins au nord de l'île de Bornéo et plus de 300 milles marins au nord de l'île de Palawan.
L'île Spratley a la forme d'un triangle isocèle. Selon un document publié par le Département politique du commandement de la marine vietnamienne, l'île mesure 630 mètres de longueur, jusqu'à 300 mètres de largeur et a une superficie de 0,15 km2 tandis que plusieurs documents étrangers utilisent souvent un nombre légèrement inférieur de 0,13 km2.
L'île se situe entre 3,4 et 5 mètres au-dessus du niveau de la mer à marée basse. Elle possède une végétation variée avec une source d'eau saumâtre qui peut être utilisée pour la baignade, le lavage et l'arrosage des plantes.
L'île se trouve sur une plateforme océanique peu profonde de récif corallien. Les récifs frangeants qui se trouvent aux trois coins mesurent jusqu'à 200 mètres de large et sont découverts à marée basse. Le platier récifal s'étend sur 0,21 km2 avec une une pente récifale de 1,73 km2

### Climat
Présentant les caractéristiques météorologiques typiques d'un archipel, les îles Spratleys connaissent un été frais et un hiver chaud. La saison sèche, qui s'étend de février à mai, se caractérise par une température plus élevée de 4h30 à 19h00. La saison humide s'étend de mai à janvier, où les températures sont plus basses pendant la journée, mais où les orages sont plus susceptibles de se produire.
| Mois                                            | jan. | fév. | mars | avril | mai  | juin | jui. | août | sep. | oct. | nov. | déc. | année |
| ----------------------------------------------- | ---- | ---- | ---- | ----- | ---- | ---- | ---- | ---- | ---- | ---- | ---- | ---- | ----- |
| Température minimale moyenne (°C)               | 25,2 | 25,5 | 26,3 | 27,2  | 27,5 | 26,5 | 26,1 | 26,1 | 26   | 26   | 25,7 | 25,2 | 26,1  |
| Température minimale moyenne la plus basse (°C) | 22,1 | 21,5 | 21,4 | 23,1  | 21,2 | 22,9 | 21,9 | 22,2 | 21,9 | 22,6 | 22   | 21,7 | 21,2  |
| Température moyenne (°C)                        | 26,4 | 26,7 | 27,8 | 28,9  | 29,3 | 28,7 | 28,2 | 28,1 | 28,1 | 28   | 27,6 |      | 27,9  |
| Température maximale moyenne (°C)               | 27,6 | 28,4 | 29,9 | 31,2  | 31,6 | 30,5 | 30   | 29,9 | 29,9 | 29,9 | 29,2 | 28   | 29,7  |
| Température maximale moyenne la plus haute (°C) | 31,7 | 31,3 | 32,7 | 34,5  | 34,1 | 34,5 | 32,9 | 34   | 33,4 | 33   | 32,2 |      | 34,5  |
| Précipitations (mm)                             | 117  | 68   | 43   | 51    | 109  | 238  | 237  | 236  | 247  | 285  | 409  | 373  | 2 412 |
| Nombre de jours avec précipitations             | 15,9 | 9,9  | 6,3  | 7,3   | 12,5 | 17,3 | 18,5 | 19,4 | 17,7 | 20,5 | 23,2 | 22,7 | 191,1 |
| Humidité relative (%)                           | 85,7 | 84,4 | 81,4 | 78,5  | 78,6 | 81,1 | 82   | 83   | 82,7 | 82   | 84,5 | 86,5 | 82,5  |

## Histoire au20esiècle
En avril 1930, la France envoya le bateau d'expédition (aviso), la Malicieuse, vers l'archipel et hissa le drapeau français sur un haut monticule de l'île Spratley, également connue sous le nom d'île de la Tempête. Selon un communiqué officiel du ministère français des Affaires étrangères, la France a occupé l'île Spratley le 13 avril 1930.
Le 21 décembre 1933, le gouverneur de la Cochinchine française, Jean-Félix Krautheimer, signe le décret n° 4702-CP fusionnant l'île Spratley, la caye Amboyna, l'île de Itu Aba, l'île Parola, la caye Southwest, l'île Loaita, l'île Thitu et d'autres îles dépendantes avec la province de Ba Ria (actuelle province vietnamienne de Bà Rịa-Vũng Tàu).
En avril 1939, le Japon occupa l'île, provoquant la protestation de la France. Les Japonais ont également revendiqué 1 000 milles carrés de la mer de Chine méridionale entre 7 et 12 degrés nord et 111 et 112 degrés est. Pendant l'occupation de l'île par la marine impériale japonaise au moment de la guerre du Pacifique, l'île était connue par les Japonais sous le nom de Nishitori jima (西鳥島, lit. « L'île aux oiseaux de l'Ouest »).
Après la Seconde Guerre mondiale, la marine de la république de Chine a envoyé une flotte de navires en mer de Chine méridionale pour reprendre l'occupation des îles par le Japon. En 1946, le gouvernement de la république de Chine a annoncé la souveraineté de cette île, a posé un jalon et l'a baptisée Nánwēi Dǎo (南威島, lit. « Île Nánwēi » d'après le nom du président de la province du Guangdong en Chine en 1946).
Au début des années 1960, la Marine de la république du Viêt Nam s'est arrêtée à plusieurs reprises sur l'île. En 1963, trois navires (HQ-404 Huong Giang, HQ-01 Chi Lang et HQ-09 Ki Hoa) visitent et reconstruisent systématiquement des stèles sur plusieurs îles de l'archipel. Le 19 mai 1963, ils en construisirent un sur l'île Spratley. Cependant, la guerre sur le continent a conduit à l'absence de troupes vietnamiennes sur l'île jusqu'en 1974, lorsque la république du Viêt Nam y a installé une garnison permanente après la perte de la chaîne du Croissant des îles Paracels au profit de la république populaire de Chine. Le 29 avril 1975, l'Armée populaire vietnamienne expulsa les troupes sud-vietnamiennes et occupa l'île.

## Revendication de souveraineté
La république du Viêt Nam a pris possession de l'île en 1974. Comme pour toutes les îles Spratleys, la propriété de l'île est contestée. L'île est contrôlée par le Viêt Nam, mais est revendiquée par la Chine et Taïwan.
Comme le récif Ladd, l'île Spratley se trouve à l'ouest de la zone de revendication de la municipalité de Kalayaan définie par les Philippines.

## Administration

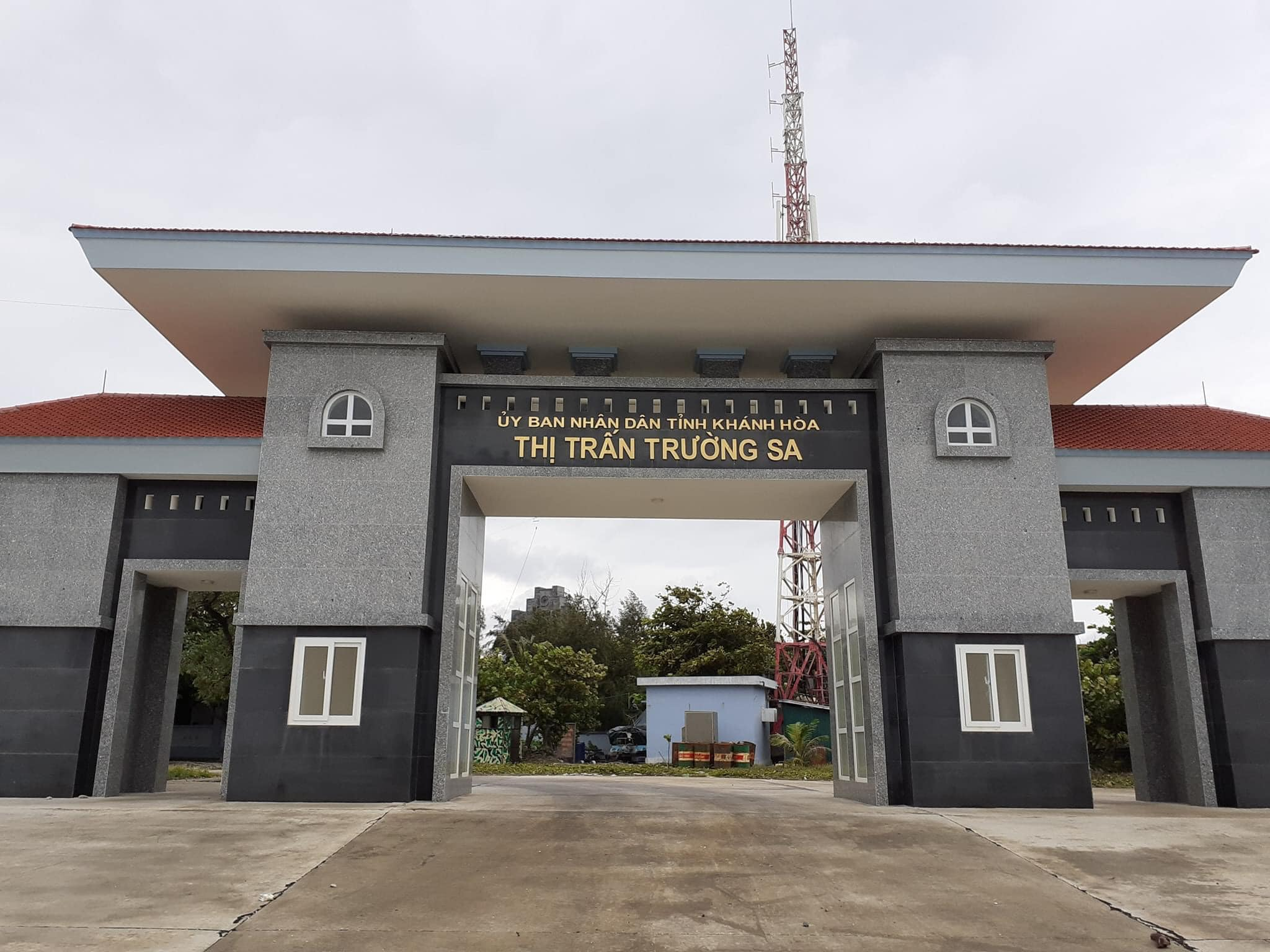
Porte de bienvenue à la thị trấn de Trường Sa.

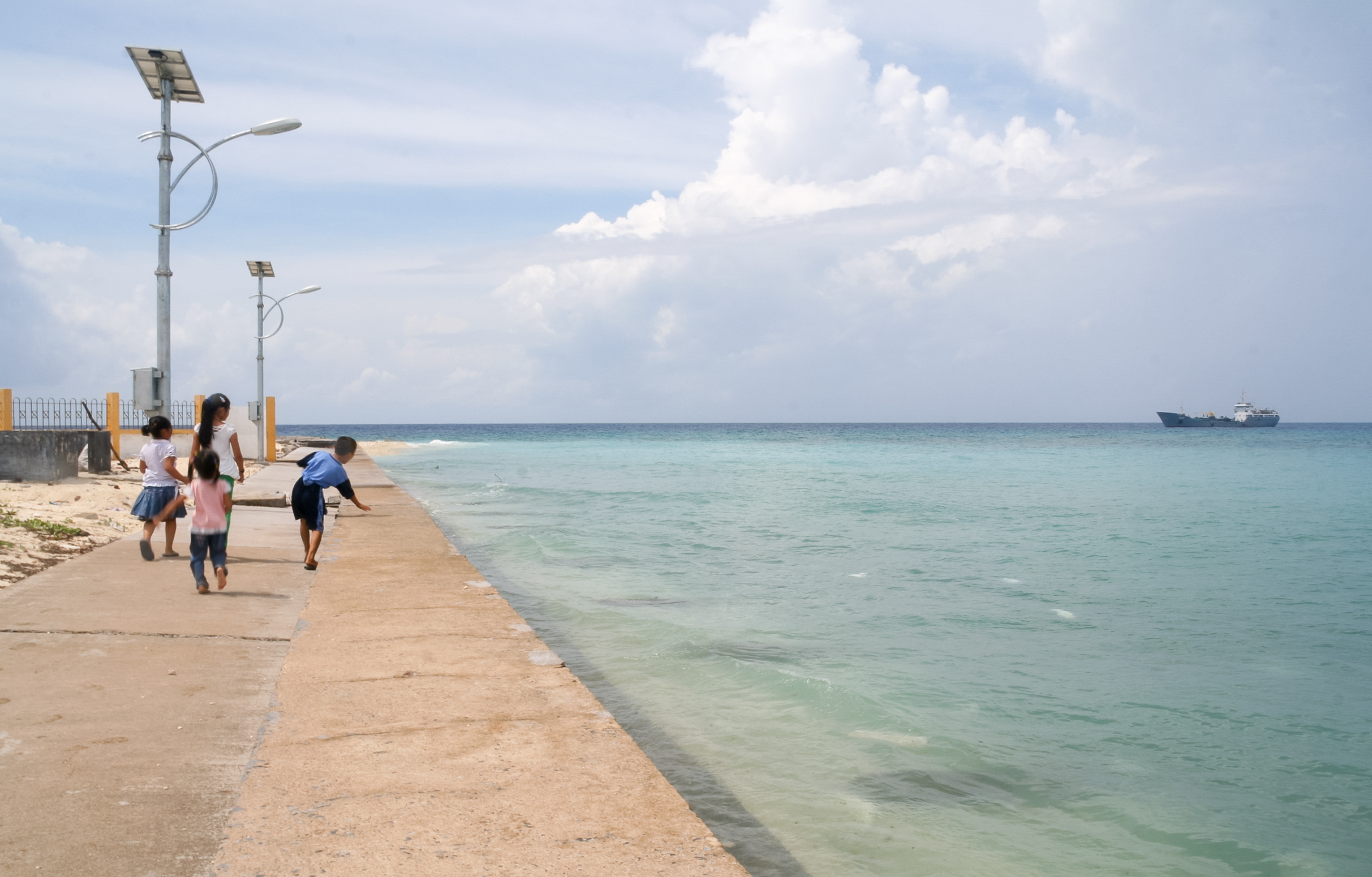
Enfants jouant sur la plage de l'île Spratley.

Sous le régime sud-vietnamien, l'île Spratley fut placée sous l'administration de la province de Khánh Hòa. En 2007, le gouvernement vietnamien a élevé le statut de l'île au rang de thị trấn (ville à niveau communal), chargée d'administrer toutes les entités voisines contrôlées par le Viêt Nam, telles que la caye Amboyna et le récif Barque Canada. Sur l'île se trouve le centre administratif du district de Trường Sa.

## Écologie
Les plantes de l'île sont principalement Barringtonia asiatica, Ipomoea pes-caprae, Heliotropium foertherianum et certaines sortes d'arbrisseaux et de graminées qui poussent mal en raison du climat rigoureux.
L'île Spratley abrite quelques oiseaux et possède des gisements de guano. Les insulaires tentent de cultiver des bananes, des papayes, des piments et une variété de légumes et d'herbes aromatiques. Il y a aussi des centaines de chiens et de nombreuses volailles comme des poulets, des canards et des oies.

## Installations

### Aéroport de Trường Sa

Drapeau des Forces militaires vietnamiennes stationnées sur l'île Spratley.

La piste d'atterrissage d'origine a été construite en 1976-1977. À partir de 2004, les configurations comprenaient une piste d'atterrissage de 600 mètres pouvant accueillir de petits avions à hélices à voilure fixe (PZL M28 Skytruck, de Havilland Canada DHC-6 Twin Otter). Les avions étaient garés sur une petite zone de tarmac à côté de la piste qui s'étend sur toute la longueur de l'île, dont les deux extrémités se terminent sur le front de mer. Des maisons entourent les deux côtés de la piste et un petit bâtiment de deux étages avec une tour de contrôle sur le toit est situé près du tarmac.
Depuis 2016, des photos et des rapports ont été publiés montrant d'importants travaux d'expansion des terres et de construction sur l'île Spratley, avec de nouveaux ports et une extension de la piste d'au moins 1 200 mètres,. L'île dispose également d'une piste d'hélicoptère.

### Autres installations

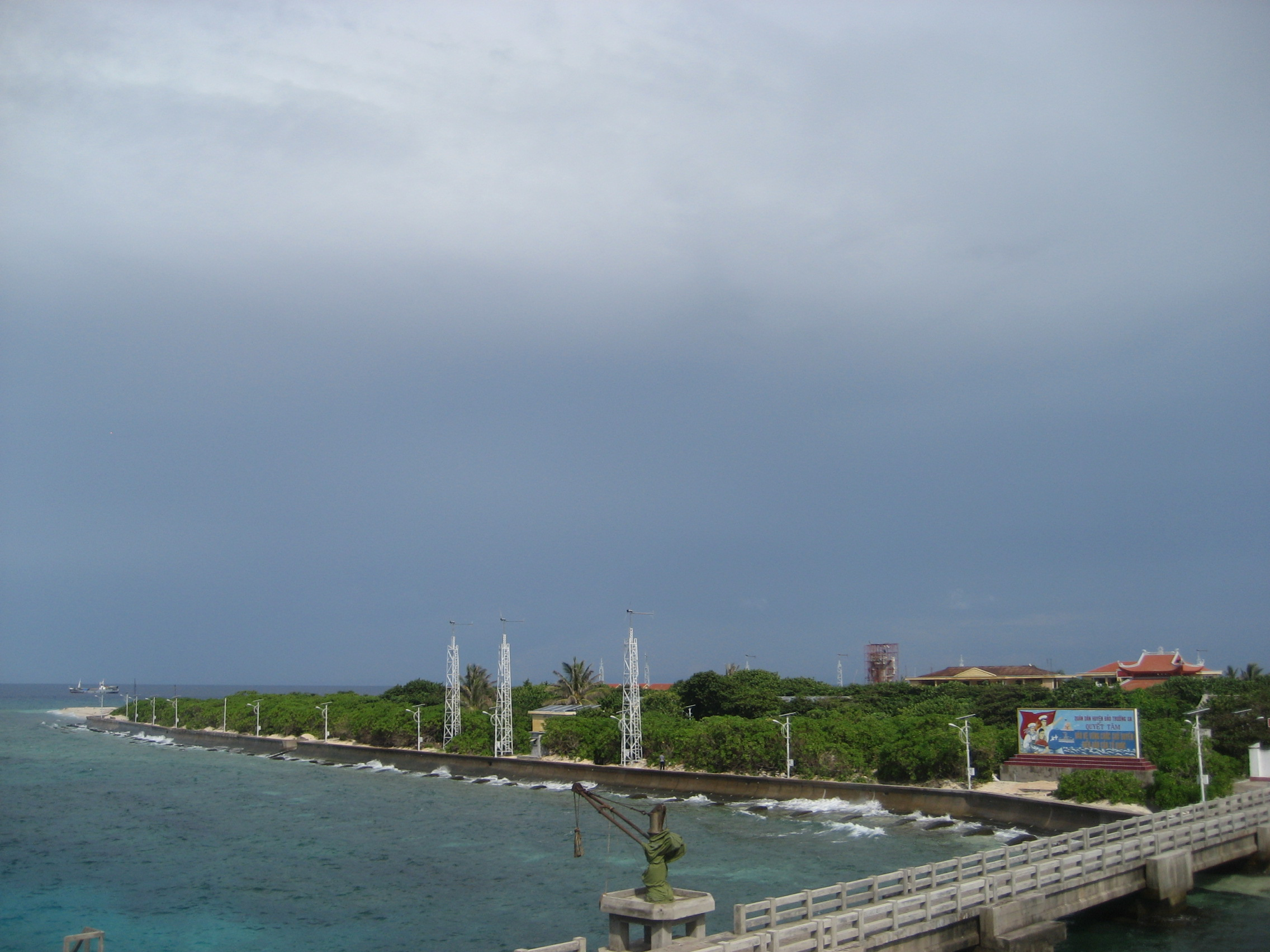
Vue d'une partie de l'île Spratley depuis le quai.

Construite en 1977, la station météorologique de l'île Spratley porte le numéro d'index de station 48920 attribué par l'Organisation météorologique mondiale.
Vietnam Military Telecommunications Corp., connue sous le nom de Viettel, a établi une couverture mobile sur l'île Spratley en 2007 pour affirmer sa souveraineté et permettre aux soldats de parler avec leurs familles restées chez eux.
L'énergie est fournie par des panneaux solaires et des éoliennes. Les installations supplémentaires comprenaient une petite jetée avec deux jetées, une clinique, une maison culturelle, une tour radio et une pagode bouddhiste. Une école primaire est opérationnelle depuis avril 2013. Il y a un obélisque de 5,5 mètres de haut à la pointe sud.

### Expansion par le Viêt Nam
Le Viêt Nam a fait des progrès significatifs dans l'extension de l'île Spratley sur une superficie de 15 hectares en 2016, avec la modernisation de l'infrastructure aérienne, un doublement de la longueur de la piste d'atterrissage, des travaux sur deux grands hangars et l'ajout d'un port,.

## Images

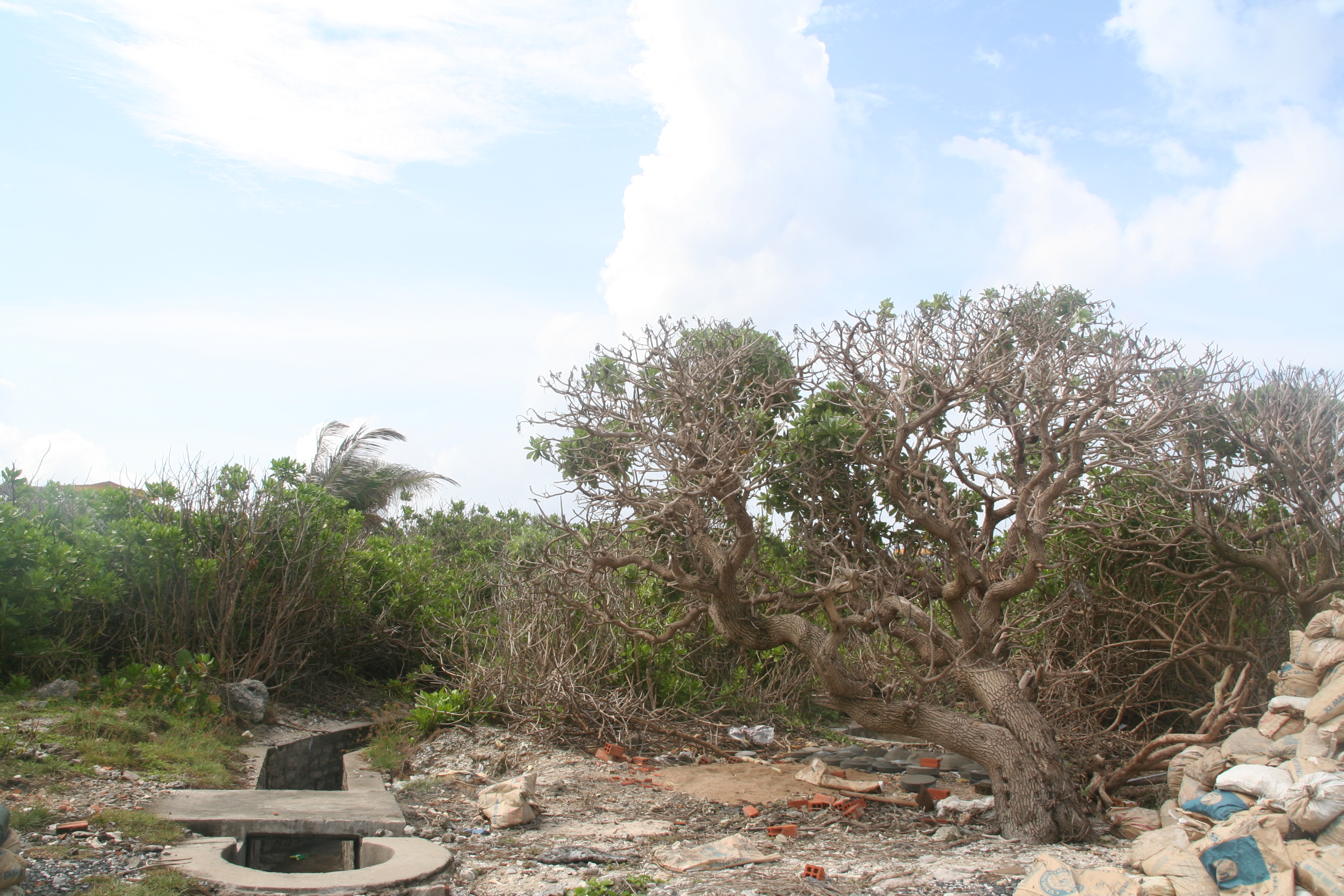
Vieux veloutier sur l'île Spratley.
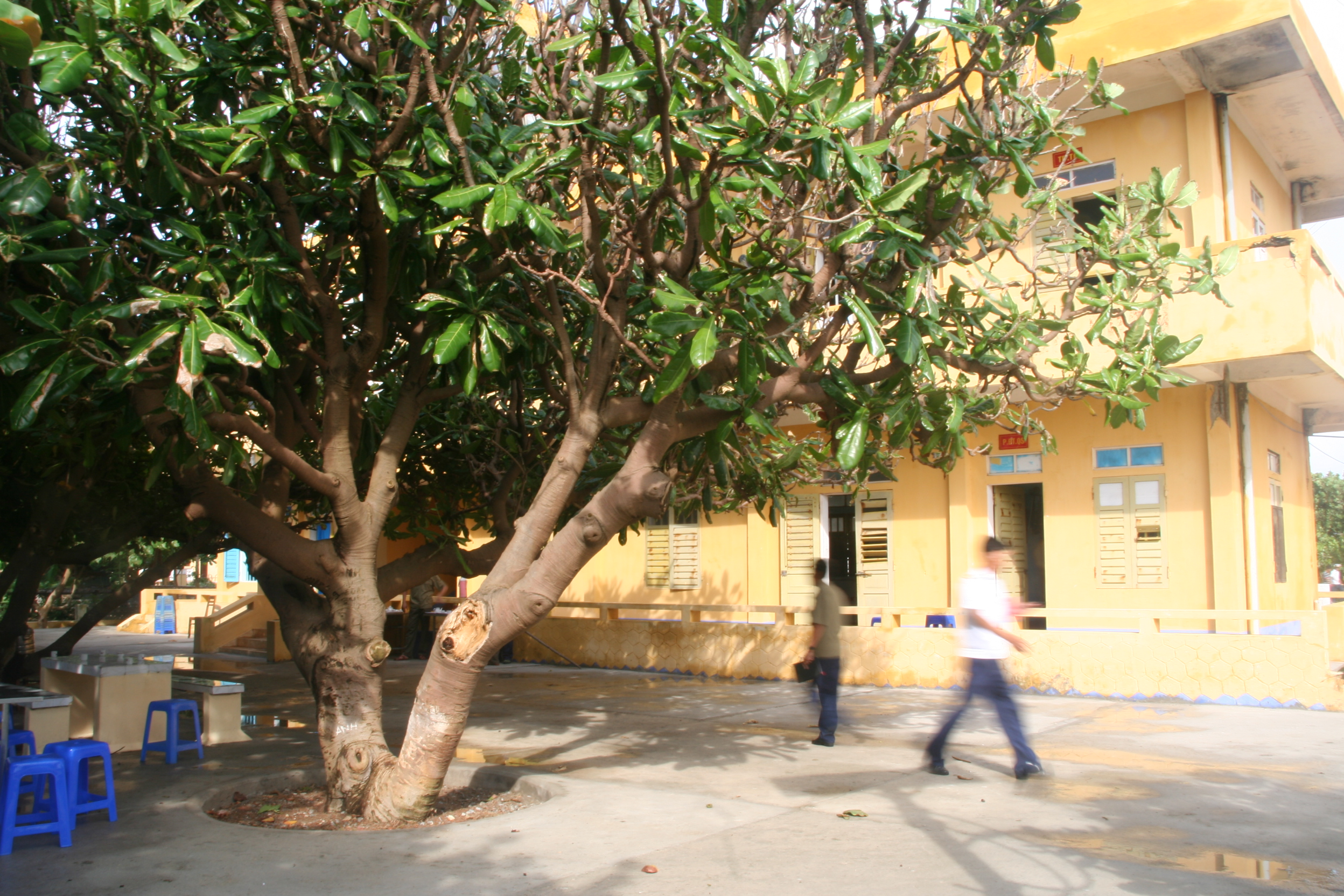
Badamier de l'Inde sur l'île Spratley.
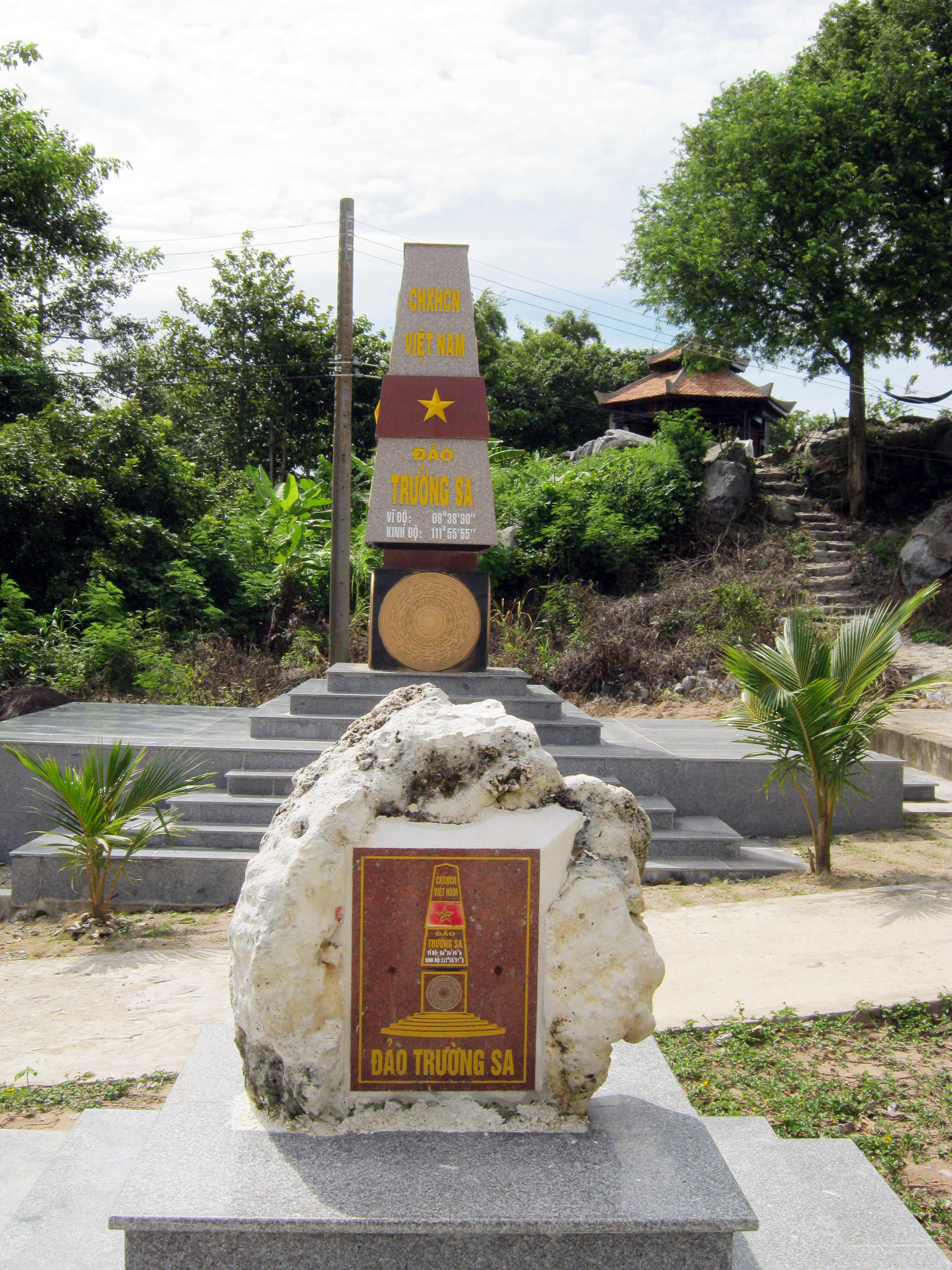
Monument Đảo Trường Sa.
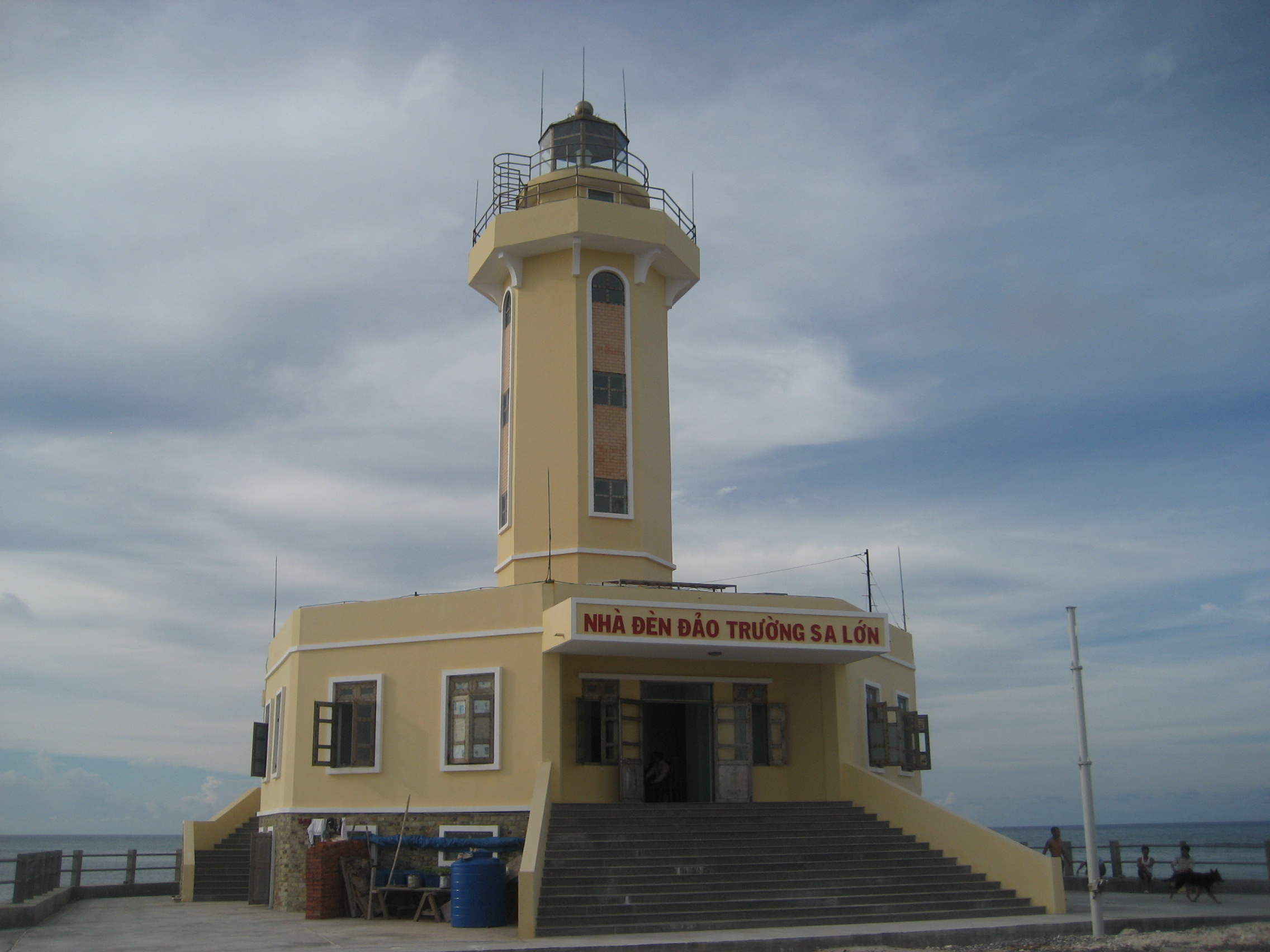
Phare de l'île Spratley.
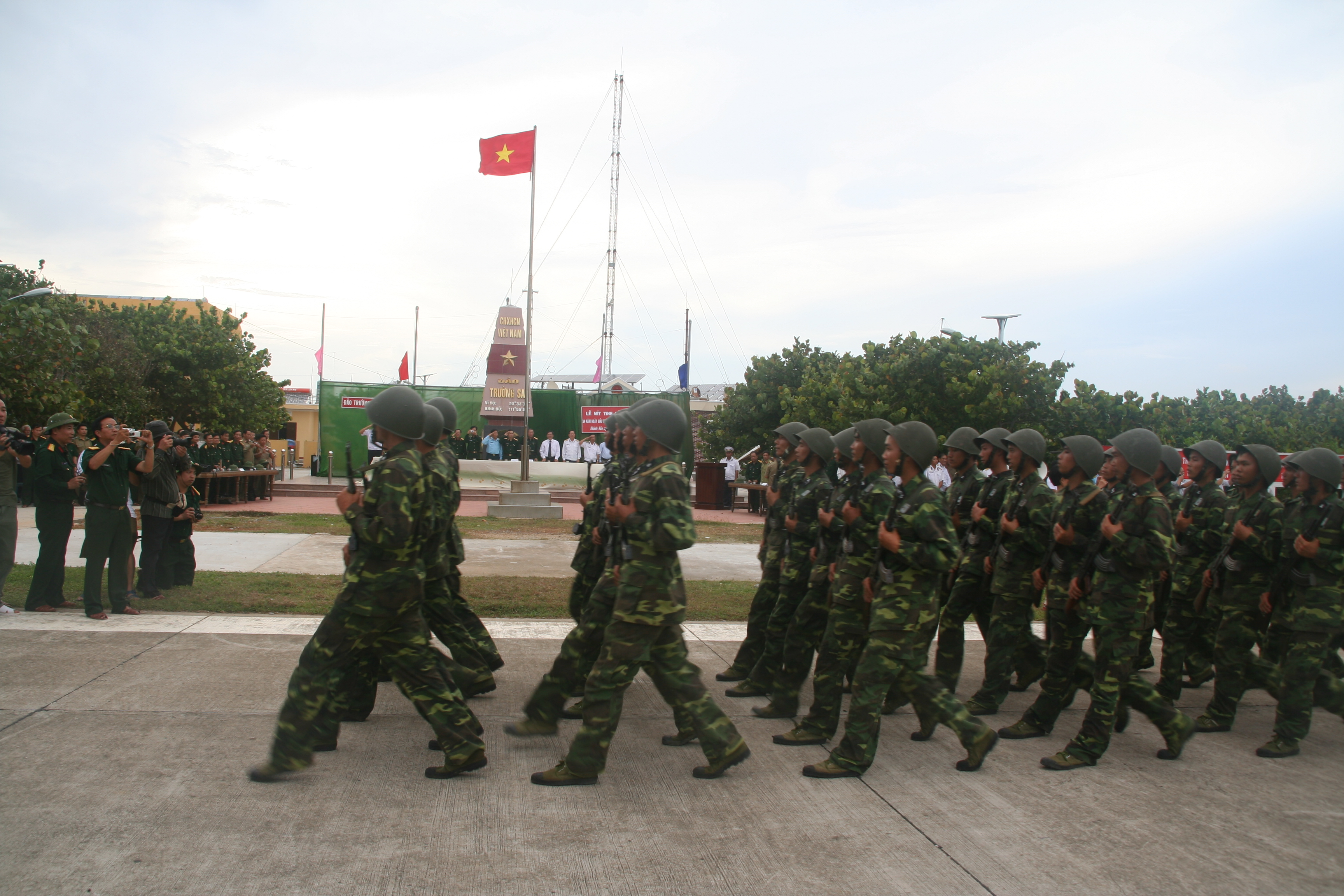
Revue des troupes sur l'île Spratley.